# Samuel J. Kirkwood
Pour les articles homonymes, voir Kirkwood.
Samuel Jordan Kirkwood, né le 20 décembre 1813 dans le comté de Harford (Maryland) et mort le 1er septembre 1894 à Iowa City (Iowa), est un homme politique américain. Membre du Parti républicain, il est gouverneur de l'Iowa entre 1860 et 1864 puis entre 1876 et 1877, sénateur du même État entre 1866 et 1867 puis entre 1877 et 1881, et secrétaire à l'Intérieur entre 1881 et 1882 dans l'administration du président James A. Garfield puis dans celle de son successeur Chester A. Arthur.

## Biographie

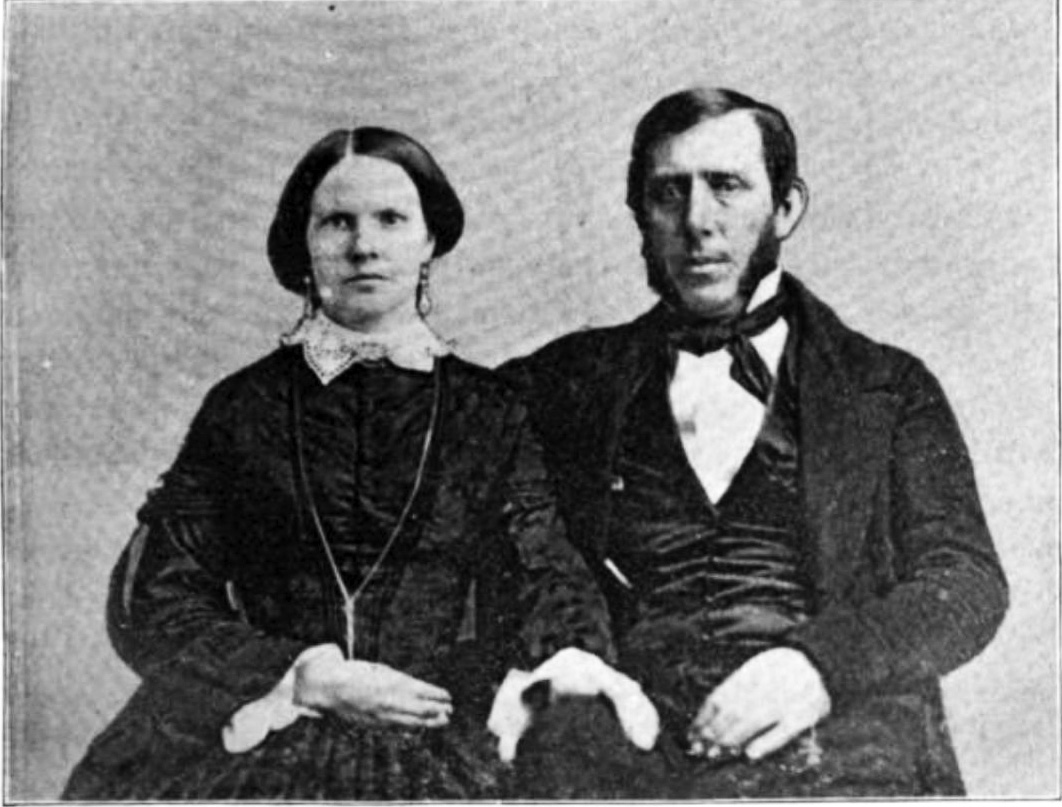
Le couple Jane et Samuel Kirkwoods en 1852.

## Sources
- (en) Cet article est partiellement ou en totalité issu de l’article de Wikipédia en anglais intitulé « Samuel J. Kirkwood » (voir la liste des auteurs).